# 雪佛兰爱唯欧
爱唯欧（AVEO）是上海通用于2011年5月20日推出的雪佛兰品牌小型轿车。目前推出的有两厢、三厢共六款车型，有1.4L、1.6L两种排量。官方指导价8.18~11.18万元。
1. ↑  Roy, Cesar. . Al Volante.   [May 2, 2018].